# بارا دا تيجوكا
بارا دا تيجوكا (بالبرتغالية البرازيلية: [baʀɐ dɐ tʃiʒukɐ]) هي حي أو بايرو في المنطقة الغربية من ريو دي جانيرو، البرازيل، وتقع في الجزء الغربي من المدينة على المحيط الأطلسي.